# بطولة أمم أوروبا للسيدات 2025
بطولة أمم أوروبا للسيدات 2025 (بالإنجليزية: UEFA Women's Euro 2025) هي النسخة الرابعة عشر من بطولة أمم أوروبا للسيدات. ضمن سلسلة بطولة كرة القدم النسائية الدولية التي تقام كل أربع سنوات والتي ينظمها الاتحاد الأوروبي لكرة القدم للمنتخبات الوطنية للسيدات في أوروبا، أقيمت البطولة في سويسرا في الفترة من 02 إلى 27 يوليو 2025. تعتبر النسخة الثالثة منذ توسيع البطولة لتشمل 16 منتخبًا، على أن تعود البطولة إلى دورتها المعتادة التي تستمر أربع سنوات بعد تأجيل البطولة السابقة إلى عام 2022 بسبب جائحة كوفيد-19. شهدت هذه النسخة مشاركة منتخبي بولندا وويلز لأول مرة في بطولة أمم أوروبا للسيدات.

## اختيار المضيف
تم تقديم الطلبات في أغسطس 2022، بينما تم تقديم الطلبات النهائية في أكتوبر. تم اختيار سويسرا لاستضافة البطولة في 4 أبريل 2023 في اللجنة التنفيذية للاتحاد الأوروبي لكرة القدم في لشبونة، البرتغال. ليتم تعيينهم كمضيفين، كان من الضروري الحصول على الأغلبية المطلقة من الأصوات في الجولة الأولى. إذا لم يسفر التصويت الأول عن أغلبية مطلقة، فإن العرضين الحاصلين على أكبر عدد من الأصوات سيتقدمان إلى الجولة الثانية والأخيرة. نظرًا لأن الجولة الأولى أنتجت تعادلًا ثلاثيًا لأول مرة، فقد تم استخدام الاقتراع لتحديد أي اثنين من مقدمي العروض سينتقلون إلى الجولة الثانية.
| البلد                             | الأصوات حسب الجولة | الأصوات حسب الجولة | الأصوات حسب الجولة |
| البلد                             | الأول              | كسر التعادل        | الثانية            |
| --------------------------------- | ------------------ | ------------------ | ------------------ |
| سويسرا                            | 4                  | 6                  | 9                  |
| الدنمارك، فنلندا، النرويج، السويد | 4                  | 4                  | 4                  |
| بولندا                            | 4                  | 3                  | —                  |
| فرنسا                             | 1                  | —                  | —                  |
| المجوع                            | 13                 | 13                 | 13                 |

## الأماكن
أثناء عملية تقديم العطاءات، فشلت الملاعب في لوزان (الملعب الأولمبي في لا بونتيس)، نوشاتيل (استاد لا مالاديير) وشافهاوزن (ستاديون برايت) في إجراء الخفض. تم أيضًا تضمين عاصمة ليختنشتاين، فادوز، في العرض السويسري، ولكن نظرًا لعدم تلبية سعة ملعب راينبارك ستاديون للمتطلبات، تم إلغاء الفكرة. قبل التصويت مباشرة، انسحبت لوزان (مع ملعب لا توليير كمكان مقترح) طوعًا كمكان للتركيز على استضافة مهرجان الجمباز الفيدرالي السويسري لعام 2025.
في 2 ديسمبر 2023، تم الإعلان عن الجدول مؤقتًا، حيث استضافت بازل المباراة الافتتاحية والنهائية. باستثناء مباراة واحدة (المباراة الافتتاحية)، يقسم الجدول الزمني الملاعب إلى مجموعتين جغرافيتين مختلفتين: برن وجنيف وسيون وثون في الغرب، وبازل ولوسيرن وسانت غالن وزيورخ في الشرق. قبل ذلك أرادت برن استضافة المباراة النهائية، ولكن بعد أن أثار يونج بويز مخاوفهم بشأن تلف العشب، لم يُسمح لهم باستخدام الملعب حتى الدور ربع النهائي. لأسباب تجارية، قامت الملاعب في لوسيرن (Swissporarena)، وسانت جالن (Kybunpark)، وثون (Stockhorn Arena) بتغيير أسماءها من أجل البطولة.
فيما يلي المدن والملاعب الثمانية المضيفة التي تم اختيارها لعرض سويسرا:
| سانت ياكوب بارك سعة: 38,512                                                        | ملعب دي سويس سعة: 31,783       | ملعب جنيف سعة: 30,084     | ملعب ليتزيغروند سعة: 26,104 |
|                                                                                    |                                |                           |                             |
| بازل ثون لوسرن جنيف سيون سانت غالن برن زيورخبطولة أمم أوروبا للسيدات 2025 (سويسرا) |                                |                           |                             |
| سانت غالن                                                                          | لوسرن                          | سيون                      | ثون                         |
| أرينا سانت غالن سعة: 19,694                                                        | ملعب ألميند لوسيرن سعة: 16,800 | ملعب توربيلون سعة: 16,263 | أرينا ثون سعة: 10,398       |
|                                                                                    |                                |                           |                             |

## الخلافات

### التمويل الحكومي
في 31 يناير 2024، أعلنت الحكومة الفيدرالية السويسرية أنها ستدعم البطولة بمبلغ 4 ملايين فرنك سويسري. أثار هذا الجدل حيث وعدت خلال عملية تقديم العطاءات بمبلغ 15 مليون فرنك سويسري وكان هذا سببًا كبيرًا لفوز العرض السويسري. انتقد العديد من الأشخاص حول كرة القدم النسائية والسياسيين في سويسرا تخفيضات التمويل، حيث قال أشخاص من السابق كيف أن استضافة إنجلترا لنسخة 2022 غيرت تصور الرياضة في البلاد وكان لها فوائد اقتصادية كبيرة للمدن المضيفة. فيما يتعلق بالأخير، قالت الرئيسة المشاركة للمجموعة البرلمانية "يورو 25" كورينا جريدج، إن البطولة ستصبح "بطولة خردة" بسبب نقص المال. بينما قالت مستشارة بلدية مدينة ثون المضيفة، كاثرينا علي أوش، إن المدينة قد تضطر إلى الانسحاب كمكان مضيف بسبب التخفيضات في التمويل.

## التأهل

### الفرق المتأهلة
تمكنت جميع منتخبات الاتحاد الأوروبي لكرة القدم البالغ عددها 55 منتخب من تقديم طلب للمشاركة في المسابقة في 23 مارس 2023. وشمل ذلك المشاركة في كل من النسخة الافتتاحية لدوري الأمم الأوروبية للسيدات 2023–24 وتصفيات كأس الأمم الأوروبية للسيدات 2025. في المجمل دخل 51 منتخب إلى المنافسة المؤهلة. لم يُسمح لروسيا بدخول المنافسة، حيث تم إيقاف الفرق الروسية إلى أجل غير مسمى من مسابقات الاتحاد الأوروبي لكرة القدم والفيفا في 28 فبراير 2022 بسبب غزو بلادهم لأوكرانيا. وبالإضافة إلى ذلك لم تقدم دول جبل طارق وليختنشتاين وسان مارينو أي مشاركة.
| م  | منتخب    | طريقة التأهل                  | تاريخ التأهل  | الظهور     | أول ظهور | آخر ظهور | أفضل أداء سابق                                       | تصنيف فيفا في بداية سحب القرعة |
| -- | -------- | ----------------------------- | ------------- | ---------- | -------- | -------- | ---------------------------------------------------- | ------------------------------ |
| 1  | سويسرا   | مستضيف                        | 4 أبريل 2023  | الثالث     | 2017     | 2022     | مرحلة المجموعات (2017، 2022)                         | 23                             |
| 2  | ألمانيا  | متصدر المجموعة الرابعة دوري أ | 4 يونيو 2024  | الثاني عشر | 1989     | 2022     | بطل (1989، 1991، 1995، 1997، 2001، 2005، 2009، 2013) | 3                              |
| 3  | إسبانيا  | متصدر المجموعة الثانية دوري أ | 4 يونيو 2024  | الخامس     | 1997     | 2022     | نصف نهائي (1997)                                     | 2                              |
| 4  | آيسلندا  | وصيف المجموعة الرابعة دوري أ  | 12 يوليو 2024 | الخامس     | 2009     | 2022     | ربع نهائي (2013)                                     | 14                             |
| 5  | الدنمارك | وصيف المجموعة الثانية دوري أ  | 12 يوليو 2024 | الحادي عشر | 1984     | 2022     | الوصيف في بطولة (2017)                               | 12                             |
| 6  | فرنسا    | متصدر المجموعة الثالثة دوري أ | 12 يوليو 2024 | الثامن     | 1997     | 2022     | نصف نهائي (2022)                                     | 11                             |
| 7  | إنجلترا  | وصيف المجموعة الثالثة دوري أ  | 16 يوليو 2024 | العاشر     | 1984     | 2022     | بطل (2022)                                           | 4                              |
| 8  | إيطاليا  | متصدر المجموعة الأولى دوري أ  | 16 يوليو 2024 | الثالث عشر | 1984     | 2022     | الوصيف في بطولة (1993، 1997)                         | 13                             |
| 9  | هولندا   | وصيف المجموعة الأولى دوري أ   | 16 يوليو 2024 | الخامس     | 2009     | 2022     | بطل (2017)                                           | 10                             |
| 10 | البرتغال | الفائز في الملحق              | 3 ديسمبر 2024 | الثالث     | 2017     | 2022     | دور المجموعات (2017، 2022)                           | 22                             |
| 11 | النرويج  | الفائز في الملحق              | 3 ديسمبر 2024 | الثالث عشر | 1987     | 2022     | بطل (1987، 1993)                                     | 16                             |
| 12 | فنلندا   | الفائز في الملحق              | 3 ديسمبر 2024 | الخامس     | 2005     | 2022     | نصف النهائي (2005)                                   | 26                             |
| 13 | بولندا   | الفائز في الملحق              | 3 ديسمبر 2024 | الأول      | 2025     | —        | أول مرة                                              | 28                             |
| 14 | السويد   | الفائز في الملحق              | 3 ديسمبر 2024 | الثاني عشر | 1984     | 2022     | بطل (1984)                                           | 5                              |
| 15 | بلجيكا   | الفائز في الملحق              | 3 ديسمبر 2024 | الثالث     | 2017     | 2022     | ربع النهائي (2022)                                   | 19                             |
| 16 | ويلز     | الفائز في الملحق              | 3 ديسمبر 2024 | الأول      | 2025     | —        | أول مرة                                              | 30                             |

## القرعة النهائية
سيتم إجراء القرعة النهائية في 16 ديسمبر 2024 حيث ستحتل سويسرا مقعد البلد المضيف في خانة A1.
سيتم تقسيم الفرق الستة عشر إلى أربع مجموعات من أربعة فرق. يتم تعيين المضيفين في المركز A1 في القرعة بينما سيتم تصنيف الفرق الأخرى وفقًا لتصنيف تصفيات بطولة أمم أوروبا للسيدات 2025.
| الفريق                  | الترتيب |
| ----------------------- | ------- |
| سويسرا (البلد المستضيف) | 19      |
| إسبانيا                 | 1       |
| ألمانيا                 | 2       |
| فرنسا                   | 3       |

| الفريق   | الترتيب |
| -------- | ------- |
| إيطاليا  | 4       |
| آيسلندا  | 5       |
| الدنمارك | 6       |
| إنجلترا  | 7       |

| الفريق  | الترتيب |
| ------- | ------- |
| هولندا  | 8       |
| السويد  | 9       |
| النرويج | 10      |
| بلجيكا  | 12      |

| الفريق   | الترتيب |
| -------- | ------- |
| فنلندا   | 13      |
| بولندا   | 16      |
| البرتغال | 17      |
| ويلز     | 20      |

### القرعة
| موضع | الفريق  |
| ---- | ------- |
| A1   | سويسرا  |
| A2   | النرويج |
| A3   | آيسلندا |
| A4   | فنلندا  |

| موضع | الفريق   |
| ---- | -------- |
| B1   | إسبانيا  |
| B2   | البرتغال |
| B3   | بلجيكا   |
| B4   | إيطاليا  |

| موضع | الفريق   |
| ---- | -------- |
| C1   | ألمانيا  |
| C2   | بولندا   |
| C3   | الدنمارك |
| C4   | السويد   |

| موضع | الفريق  |
| ---- | ------- |
| D1   | فرنسا   |
| D2   | إنجلترا |
| D3   | ويلز    |
| D4   | هولندا  |

### الجدول
| الجدول             | الجدول         | الجدول           |
| الجولة             | يوم المباراة   | التاريخ          |
| ------------------ | -------------- | ---------------- |
| دور المجموعات      | الجولة الأولى  | 02-05 يوليو 2025 |
| دور المجموعات      | الجولة الثانية | 06-09 يوليو 2025 |
| دور المجموعات      | الجولة الثالثة | 10-13 يوليو 2025 |
| مرحلة خروج المغلوب | ربع النهائي    | 16-19 يوليو 2025 |
| مرحلة خروج المغلوب | نصف النهائي    | 22-23 يوليو 2025 |
| مرحلة خروج المغلوب | النهائي        | 27 يوليو 2025    |

## حكام المباراة
في 31 مارس 2025، أعلن الاتحاد الأوروبي لكرة القدم عن حكام المباراة المختارين للبطولة.

### الحكام
- إدينا ألفيس باتيستا
- إيفانا مارتينتشيتش
- فريدا كلارلوند
- ستيفاني فرابارت
- كاتالين كولشار
- ماريا سولي فيريري كابوتي
- سيلفيا جاسبيروتي
- كاتارينا كامبوس
- إيوليانا ديميتريسكو
- ألينا بيزو
- مارتا هويرتا دي آزا
- تيس أولوفسون
- ديزيريه غروندباخر

### حكام مساعدون
- اينهوا فرنانديز
- أمينة غوتشي
- نيوزا باك
- فابريني بيفيلاكوا
- سانيا روداك-كارسيتش
- في برون
- إميلي كارني
- هايني هيفونين
- كميل سوريانو
- أنيتا فاد
- فرانشيسكا دي مونتي
- إيرينا بوزديغيفا
- فرانكا أوفرتوم
- مونيكا لوكبيرغ
- باولينا بارانوفسكا
- أندريا فيريريا سوزا
- فانيسا غوميز
- دانييلا كونستاتينسكو
- ميهايلا سيبوا
- إليانا فرنانديز
- غوادالوبي بوراس أيوسو
- شتاشا سبور
- ألميرا سباهيتش
- سوزان كونغ
- ليندا شميد
- سفيتلانا هروشكو

### حكام فيديو
- جاريد جيليت
- سيان ماسي إليس
- ويلي ديلاجو
- كريستيان دينغرت
- كاترين رافالسكي
- تاماش بوغنار
- ألياندرو دي باولو
- دينيس هيغلر
- تياغو مارتينز
- كاتالين بوبا
- مومتشيلو ماركوفيتش
- يلينا تسفيتكوفيتش
- ألين بوروشاك
- غييرمو كوادرا فرنانديز
- جوديت رومانو غارسيا
- فيدايي سان

### دعم الحكام
- كريستيانا غوتيفا (دي)
- شونا شكرالله
- أولاتز ريفيرا أولميدو (es)

## مرحلة المجموعات
تم تأكيد الجدول المؤقت للمباريات من قبل اللجنة التنفيذية للاتحاد الأوروبي لكرة القدم خلال اجتماعها في هامبورغ، ألمانيا في 02 ديسمبر 2023.
كسر التعادل
في مرحلة المجموعات، يتم تصنيف الفرق وفقًا حسب النقاط (3 نقاط للفوز، ونقطة واحدة للتعادل، و0 نقطة للخسارة)، وإذا تعادلوا في النقاط، يتم تطبيق معايير كسر التعادل التالية، بالترتيب الموضح، لتحديد التصنيف:
1. النقاط في المباريات المباشرة بين الفرق المتعادلة؛
2. فارق الأهداف في المباريات المباشرة بين الفرق المتعادلة؛
3. الأهداف المسجلة في المباريات المباشرة بين الفرق المتعادلة؛
4. إذا تعادل أكثر من فريقين، وبعد تطبيق جميع معايير المواجهات المباشرة أعلاه، لا تزال مجموعة فرعية من الفرق متعادلة، يتم إعادة تطبيق جميع معايير المواجهات المباشرة أعلاه حصريًا على هذه المجموعة الفرعية من الفرق؛
5. فارق الأهداف في جميع مباريات المجموعة؛
6. الأهداف المسجلة في جميع مباريات المجموعة؛
7. إذا بدأ فريقان يواجهان بعضهما البعض في المباراة النهائية للمجموعة تلك المباراة متعادلين في النقاط وفارق الأهداف والأهداف المسجلة واستمرا في التعادل في نهاية المباراة، يتم تحديد ترتيبهما من خلال ركلات الترجيح إذا كان هذا سيحدد الفريق المتأهل إلى ربع النهائي. (لا يتم استخدام هذا المعيار إذا كان لدى أكثر من فريقين نفس عدد النقاط.);
8. نقاط تأديبية أقل (البطاقة الحمراء = 3 نقاط، البطاقة الصفراء = 1 نقطة، الطرد بسبب بطاقتين صفراوين في مباراة واحدة = 3 نقاط);
9. المركز في تصنيفات مرحلة التصفيات الأوروبية للسيدات بشكل عام.[26]

جميع الأوقات محلية، توقيت وسط أوروبا الصيفي (UTC+2).

### المجموعة الأولى
| م | الفريق     | لعب | ف | ت | خ | أ.له | أ.ع | أ.ف | نقاط | التأهل                      |
| - | ---------- | --- | - | - | - | ---- | --- | --- | ---- | --------------------------- |
| 1 | النرويج    | 3   | 3 | 0 | 0 | 8    | 5   | +3  | 9    | التأهل إلى دور خروج المغلوب |
| 2 | سويسرا (H) | 3   | 1 | 1 | 1 | 4    | 3   | +1  | 4    | التأهل إلى دور خروج المغلوب |
| 3 | فنلندا     | 3   | 1 | 1 | 1 | 3    | 3   | 0   | 4    |                             |
| 4 | آيسلندا    | 3   | 0 | 0 | 3 | 3    | 7   | −4  | 0    |                             |

#### مباريات المجموعة الأولى
جميع الأوقات محلية، توقيت وسط أوروبا الصيفي (UTC+2)

##### أيسلندا ضد فنلندا
| آيسلندا | 0–1   | فنلندا       |
| ------- | ----- | ------------ |
|         | تقرير | - كوسولا 70' |

##### سويسرا ضد النرويج
| سويسرا     | 1–2   | النرويج                           |
| ---------- | ----- | --------------------------------- |
| - ريسن 28' | تقرير | - 54' هيغربرغ - 58' (ه.ذ.) ستيرلي |

##### النرويج ضد فنلندا
| النرويج                         | 2–1   | فنلندا         |
| ------------------------------- | ----- | -------------- |
| - نيستروم 3' (ه.ذ.) - هانسن 84' | تقرير | - سيفينيوس 32' |

##### سويسرا ضد أيسلندا
| سويسرا                     | 2–0   | آيسلندا |
| -------------------------- | ----- | ------- |
| - رويتلر 76' - بيلكريم 90' | تقرير |         |

##### فنلندا ضد سويسرا
| فنلندا              | 1–1   | سويسرا        |
| ------------------- | ----- | ------------- |
| - كويكا 79' (ركلة.) | تقرير | - جميلي 90+2' |

##### النرويج ضد أيسلندا
| النرويج                           | 4–3   | آيسلندا                                                     |
| --------------------------------- | ----- | ----------------------------------------------------------- |
| - غوبست 15'، 26' - مانوم 49'، 76' | تقرير | - جونسدوتير 6' - إيريكسدوتير 84' - فيغوسدوتير 90+5' (ركلة.) |

### المجموعة الثانية
| م | الفريق   | لعب | ف | ت | خ | أ.له | أ.ع | أ.ف | نقاط | التأهل                      |
| - | -------- | --- | - | - | - | ---- | --- | --- | ---- | --------------------------- |
| 1 | إسبانيا  | 3   | 3 | 0 | 0 | 14   | 3   | +11 | 9    | التأهل إلى دور خروج المغلوب |
| 2 | إيطاليا  | 3   | 1 | 1 | 1 | 3    | 4   | −1  | 4    | التأهل إلى دور خروج المغلوب |
| 3 | بلجيكا   | 3   | 1 | 0 | 2 | 4    | 8   | −4  | 3    |                             |
| 4 | البرتغال | 3   | 0 | 1 | 2 | 2    | 8   | −6  | 1    |                             |

#### مباريات المجموعة الثانية
جميع الأوقات محلية، توقيت وسط أوروبا الصيفي (UTC+2)

##### بلجيكا ضد إيطاليا
| بلجيكا | 0–1   | إيطاليا      |
| ------ | ----- | ------------ |
|        | تقرير | - كاروسو 44' |

##### إسبانيا ضد البرتغال
| إسبانيا                                                        | 5–0   | البرتغال |
| -------------------------------------------------------------- | ----- | -------- |
| - غونزاليس 2'، 43' - لوبيز 7' - بوتياس 41' - مارتن بريتو 90+3' | تقرير |          |

##### إسبانيا ضد بلجيكا
| إسبانيا                                                                  | 6–2   | بلجيكا                             |
| ------------------------------------------------------------------------ | ----- | ---------------------------------- |
| - بوتياس 22'، 86' - باريديس 39' - غونزاليس 52' - كالدينتي 61' - بينا 81' | تقرير | - فانهايفيرمايت 24' - يورلينغز 51' |

##### البرتغال ضد إيطاليا
| البرتغال    | 1–1   | إيطاليا      |
| ----------- | ----- | ------------ |
| - غوميز 89' | تقرير | - غيريلي 70' |

##### إيطاليا ضد إسبانيا
| إيطاليا         | 1–3   | إسبانيا                                         |
| --------------- | ----- | ----------------------------------------------- |
| - أوليفييرو 10' | تقرير | - ديل كاستيو 14' - غويغارو 49' - غونزاليس 90+1' |

##### البرتغال ضد بلجيكا
| البرتغال         | 1–2   | بلجيكا                      |
| ---------------- | ----- | --------------------------- |
| - إنكارناساو 87' | تقرير | - وولايرت 3' - كايمان 90+6' |

### المجموعة الثالثة
| م | الفريق   | لعب | ف | ت | خ | أ.له | أ.ع | أ.ف | نقاط | التأهل                      |
| - | -------- | --- | - | - | - | ---- | --- | --- | ---- | --------------------------- |
| 1 | السويد   | 3   | 3 | 0 | 0 | 8    | 1   | +7  | 9    | التأهل إلى دور خروج المغلوب |
| 2 | ألمانيا  | 3   | 2 | 0 | 1 | 5    | 5   | 0   | 6    | التأهل إلى دور خروج المغلوب |
| 3 | بولندا   | 3   | 1 | 0 | 2 | 3    | 7   | −4  | 3    |                             |
| 4 | الدنمارك | 3   | 0 | 0 | 3 | 3    | 6   | −3  | 0    |                             |

#### مباريات المجموعة الثالثة
جميع الأوقات محلية، توقيت وسط أوروبا الصيفي (UTC+2)

##### الدنمارك ضد السويد
| الدنمارك | 0–1   | السويد         |
| -------- | ----- | -------------- |
|          | تقرير | - أنجيلدال 55' |

##### ألمانيا ضد بولندا
| ألمانيا                | 2–0   | بولندا |
| ---------------------- | ----- | ------ |
| - براند 52' - شولر 66' | تقرير |        |

##### ألمانيا ضد الدنمارك
| ألمانيا                         | 2–1   | الدنمارك        |
| ------------------------------- | ----- | --------------- |
| - نوسكين 56' (ركلة.) - شولر 66' | تقرير | - فانجسجارد 26' |

##### بولندا ضد السويد
| بولندا | 0–3   | السويد                                      |
| ------ | ----- | ------------------------------------------- |
|        | تقرير | - بلاكستينيوس 28' - أصلاني 52' - هورتيج 77' |

##### السويد ضد ألمانيا
| السويد                                                                | 4–1   | ألمانيا    |
| --------------------------------------------------------------------- | ----- | ---------- |
| - بلاكستينيوس 12' - هولمبيرج 25' - رولفو 34' (ركلة جزاء) - هورتيج 80' | تقرير | - براند 7' |

##### بولندا ضد الدنمارك
| بولندا                                  | 3–2   | الدنمارك                |
| --------------------------------------- | ----- | ----------------------- |
| - باديلا 13' - بايور 20' - فينكوسكا 76' | تقرير | - تومسن 59' - بروون 83' |

### المجموعة الرابعة
| م | الفريق  | لعب | ف | ت | خ | أ.له | أ.ع | أ.ف | نقاط | التأهل                      |
| - | ------- | --- | - | - | - | ---- | --- | --- | ---- | --------------------------- |
| 1 | فرنسا   | 2   | 2 | 0 | 0 | 6    | 2   | +4  | 6    | التأهل إلى دور خروج المغلوب |
| 2 | إنجلترا | 2   | 1 | 0 | 1 | 5    | 2   | +3  | 3    | التأهل إلى دور خروج المغلوب |
| 3 | هولندا  | 2   | 1 | 0 | 1 | 3    | 4   | −1  | 3    |                             |
| 4 | ويلز    | 2   | 0 | 0 | 2 | 1    | 7   | −6  | 0    |                             |

#### مباريات المجموعة الرابعة
جميع الأوقات محلية، توقيت وسط أوروبا الصيفي (UTC+2)

##### ويلز ضد هولندا
| ويلز | 0–3   | هولندا                                  |
| ---- | ----- | --------------------------------------- |
|      | تقرير | - ميديما 45+3' - بيلوفا 48' - بروتس 57' |

##### فرنسا ضد إنجلترا
| فرنسا                       | 2–1   | إنجلترا    |
| --------------------------- | ----- | ---------- |
| - كاتوتو 36' - بالتيمور 39' | تقرير | - والش 87' |

##### إنجلترا ضد هولندا
| إنجلترا                                    | 4–0   | هولندا |
| ------------------------------------------ | ----- | ------ |
| - جيمس 22'، 60' - ستانواي 45+2' - توني 67' | تقرير |        |

##### فرنسا ضد ويلز
| فرنسا                                                    | 4–1   | ويلز         |
| -------------------------------------------------------- | ----- | ------------ |
| - ماتيو 8' - دياني 45+1' (ركلة.) - ماجري 53' - جيورو 63' | تقرير | - فيشلوك 13' |

##### هولندا ضد فرنسا
| هولندا                          | 2–5   | فرنسا                                                                 |
| ------------------------------- | ----- | --------------------------------------------------------------------- |
| - بيلوفا 26' - باتشا 41' (ه.ذ.) | تقرير | - توليتي 22' - كاتوتو 61' - كاسكارينو 64'، 67' - قرشاوي 90+2' (ركلة.) |

##### إنجلترا ضد ويلز
| إنجلترا                                                                         | 6–1   | ويلز      |
| ------------------------------------------------------------------------------- | ----- | --------- |
| - ستانواي 13' (ركلة.) - تون 21' - هيمب 30' - روسو 44' - ميد 72' - بيفر جونز 89' | تقرير | - كين 76' |

## مرحلة خروج المغلوب
في مرحلة خروج المغلوب، تم اللجوء إلى الوقت الإضافي في حال استمرار التعادل في النتيجة في الأشواط الأساسية، في حال استمرار حالة التعادل في النتيجة يتم اللجوء إلى ركلات الترجيح لتحديد الفريق الفائز في المباراة.

### المنتخبات المتأهلة
تأهل الفريقان صاحبا المركزين الأول والثاني من كل مجموعة من المجموعات الأربع إلى مرحلة خروج المغلوب.
| المجموعة | المتصدر | الوصيف  |
| -------- | ------- | ------- |
| الأولى   | النرويج | سويسرا  |
| الثانية  | إسبانيا | إيطاليا |
| الثالثة  | السويد  | ألمانيا |
| الرابعة  | فرنسا   | إنجلترا |

### مسار البطولة
|  | ربع النهائي      | ربع النهائي |                  |       | نصف النهائي | نصف النهائي |  |  | نهائي | نهائي |
|  |                  |             |                  |       |             |             |  |  |       |       |
|  | 16 يوليو – جنيف  |             |                  |       |             |             |  |  |       |       |
|  |                  |             |                  |       |             |             |  |  |       |       |
|  | السويد           | 2 (2)       |                  |       |             |             |  |  |       |       |
|  | السويد           | 2 (2)       | 22 يوليو – جنيف  |       |             |             |  |  |       |       |
|  | إنجلترا          | 2 (3)       |                  |       |             |             |  |  |       |       |
|  | إنجلترا          | 2 (3)       | إنجلترا (ب.و.إ.) | 2     |             |             |  |  |       |       |
|  | 17 يوليو – زيورخ |             | إنجلترا (ب.و.إ.) | 2     |             |             |  |  |       |       |
|  |                  | إيطاليا     | 1                |       |             |             |  |  |       |       |
|  | النرويج          | إيطاليا     | 1                | 1     |             |             |  |  |       |       |
|  | النرويج          |             | 27 يوليو – بازل  | 1     |             |             |  |  |       |       |
|  | إيطاليا          | 2           |                  |       |             |             |  |  |       |       |
|  | إيطاليا          | 2           | إنجلترا          | 1 (3) |             |             |  |  |       |       |
|  | 18 يوليو – برن   |             | إنجلترا          | 1 (3) |             |             |  |  |       |       |
|  |                  | إسبانيا     | 1 (1)            |       |             |             |  |  |       |       |
|  | فرنسا            | إسبانيا     | 1 (1)            |       |             |             |  |  |       |       |
|  | 23 يوليو – زيورخ |             |                  |       |             |             |  |  |       |       |
|  | ألمانيا          |             |                  |       |             |             |  |  |       |       |
|  | ألمانيا          |             |                  |       |             |             |  |  |       |       |
|  | 19 يوليو – بازل  |             |                  |       |             |             |  |  |       |       |
|  |                  | إسبانيا     |                  |       |             |             |  |  |       |       |
|  | إسبانيا          | 2           |                  |       |             |             |  |  |       |       |
|  | إسبانيا          | 2           |                  |       |             |             |  |  |       |       |
|  | سويسرا           | 0           |                  |       |             |             |  |  |       |       |
|  | سويسرا           | 0           |                  |       |             |             |  |  |       |       |

### ربع نهائي
اكتمل تشكيل ربع النهائي لبطولة كأس الأمم الأوروبية للسيدات 2025 بتأهل ثمانية فرق من مرحلة المجموعات، بما في ذلك منتخب إنجلترا حاملة اللقب بطولة أمم أوروبا للسيدات 2022، وألمانيا والنرويج والسويد، ومنتخب إسبانيا بطل كأس العالم للسيدات 2023، لخوض منافسة دور الثمانية من مرحلة خروج المغلوب بين 16-19 يوليو 2025. أربعة منهم رفعوا الكأس من قبل وهي السوبد والنرويج وألمانيا وإنجلترا، فيما يسعى منتخب سويسرا للسيدات لأن يكون منتخب البلد المضيف الثالثة على التوالي التي تفوز باللقب، بعد الوصول إلى مرحلة خروج المغلوب لأول مرة في تاريخه.

#### النرويج ضد إيطاليا
| النرويج     | 1–2   | إيطاليا         |
| ----------- | ----- | --------------- |
| هيغربرغ 66' | تقرير | 50'، 90' غيريلي |

#### السويد ضد إنجلترا
| السويد                                                                     | 2–2 (ب.و.إ.) | إنجلترا                                                |
| -------------------------------------------------------------------------- | ------------ | ------------------------------------------------------ |
| - أسلاني 2' - بلاكستينيوس 25'                                              | تقرير        | برونز 79' · أغيمانغ 81'                                |
| ركلات الترجيح                                                              |              |                                                        |
| - أنغيلداهل - زيجيوتي أولمي - إريكسون - بيورن - فالك - ياكوبسون - هولمبيرغ | 2–3          | - روسو - جيمس - ميد - غرينوود - كيلي - كلينتون - برونز |

#### إسبانيا ضد سويسرا
| إسبانيا                      | 2–0   | سويسرا |
| ---------------------------- | ----- | ------ |
| - ديل كاستيلو 66' - بينا 71' | تقرير |        |

#### فرنسا ضد ألمانيا
| فرنسا                                                                  | 1–1   | ألمانيا                                                  |
| ---------------------------------------------------------------------- | ----- | -------------------------------------------------------- |
| - جيورو 15' (ركلة.)                                                    | تقرير | 25' نوسكين                                               |
| ركلات الترجيح                                                          |       |                                                          |
| - ماجري - قرشاوي - مالارد - بالتيمور - جان فرانسوا - ندونغالا - سومباث | 5–6   | - مينج - دالمان - كناك - ديبريتز - بيرغر - بوهل - نوسكين |

### نصف النهائي
تم تحديد تشكيلة الدور نصف النهائي لبطولة كأس الأمم الأوروبية للسيدات 2025، بتأهل منتخب إنجلترا وإيطاليا وألمانيا وإسبانيا في المنافسة على الفوز بالكأس في بازل يوم 27 يوليو، حيث يلعب منتخب إنجلترا ضد منتخب إيطاليا في جنيف يوم الثلاثاء وتواجه منتخب ألمانيا منتخب إسبانيا يوم الأربعاء في زيوريخ.

#### إنجلترا ضد إيطاليا
لم تخسر إنجلترا في آخر خمس مباريات لها مع إيطاليا، جميعها ودية، حيث حققت أربعة انتصارات، وكان آخرها بنتيجة 5-1 في فبراير 2024 في إسبانيا، حيث سجلت لورين هيمب هدفين. ومع ذلك، في ست مباريات تنافسية، فازت إيطاليا بخمس مباريات وتعادلت في واحدة. في آخر مباراة تنافسية بينهما، فازت إيطاليا على إنجلترا بنتيجة 2-1 في دور المجموعات ضمن بطولة أمم أوروبا للسيدات 2009. كما تغلبت إيطاليا على إنجلترا بنتيجة 6-2 في مجموع المباراتين في ربع نهائي بطولة أمم أوروبا للسيدات 1993، ونتيجة 2-1 في مباراة تحديد المركز الثالث ضمن بطولة أمم أوروبا للسيدات 1987.
تدخل مدربة منتخبب سارينا ويجمان بخبرة كبيرة، حيث فازت ويجمان في آخر نسختين من بطولة أوروبا للسيدات مع منتخب هولندا في بطولة أمم أوروبا للسيدات 2017 ومع منتخخب إنجلترا في بطولة أمم أوروبا للسيدات 2022، على الرغم من أنهما كانتا منتخبات البلد الدولة، في مشاركاتها الأربع السابقة في بطولة أوروبا وكأس العالم مع كلا البلدين، وصل فريقها إلى النهائي في كل مرة.
على الجانب الآخر كان فوز منتخب إيطاليا على النرويج في دور ربع النهائي هو انتصارها الثاني فقط في أدوار خروج المغلوب في بطولة أمم أوروبا للسيدات منذ تغلبه على منتخب إسبانيا في دور نصف نهائي بطولة أمم أوروبا للسيدات 1997.
| إنجلترا                     | ضد (ب.و.إ.) | إيطاليا     |
| --------------------------- | ----------- | ----------- |
| - أغيمانغ 90+6' - كيلي 119' | تقرير       | 33' بونانسي |

#### ألمانيا ضد إسبانيا
لم تُهزم ألمانيا في ثماني مواجهات مع إسبانيا، حيث فازت في خمس وتعادلت في ثلاث، وبلغت حصيلة أهدافها 18-3. فازت ألمانيا على إسبانيا بهدف نظيف لتنال الميدالية البرونزية في أولمبياد 2024، و2-0 في دور المجموعات بكأس الأمم الأوروبية للسيدات 2022، و1-0 في الدور نفسه بكأس العالم 2019.
في أول لقاء تنافسي بينهما، عادت إسبانيا من تأخرها بهدفين لتتعادل في اللحظات الأخيرة من التصفيات 2-2 في موتريل في نوفمبر 2011، وبالتالي أنهت سلسلة انتصارات ألمانيا التي استمرت 12 عاما في بطولة أوروبا للسيدات بعد 38 مباراة.
وصلت ألمانيا إلى الدور نصف النهائي للمرة الحادية عشرة في تاريخها، وكلها في آخر 12 نسخة.
فيما كان إسبانيا حامل لقب بطولة العالم أول فريق يسجل خمسة أهداف في أول مباراتين له في بطولة أمم أوروبا للسيدات، وعادل الرقم القياسي لإنجلترا بتسجيل 14 هدفًا في مجموعة واحدة. ثم تغلب على سويسرا ليحقق أول فوز له في أدوار خروج المغلوب في نهائيات بطولة أمم أوروبا للسيدات.
| ألمانيا | 0–1   | إسبانيا      |
| ------- | ----- | ------------ |
|         | تقرير | 113' بونماتي |

### النهائي
| إنجلترا                                     | 1–1 (ب.و.إ.) | إسبانيا                                    |
| ------------------------------------------- | ------------ | ------------------------------------------ |
| روسو 57'                                    | تقرير        | 25' كالدينتي                               |
| ركلات الترجيح                               |              |                                            |
| - ميد - غرينوود - تشارلز - ويليامسون - كيلي | 3–1          | - غويغارو - كالدينتي - بونماتي - بارالويلو |

## الإحصائيات

### الهدافات
عدد الأهداف المُسجلة  106 هدفًا  في 31 مباراة، بمتوسط 3.42 هدفًا في المباراة الواحدة.
4 أهداف
- إستر غونزاليس

3 أهداف
- أليكسيا بوتياس
- كريستيانا غيريلي
- ستينا بلاكستينيوس

هدفان
- ميشيل أغيمانغ
- لورين جيمس
- جورجيا ستانواي
- إيلا تون
- أليسيا روسو
- دلفين كاسكارينو
- غراسي جيورو
- ماري-أنطوانيت كاتوتو
- يولي براند
- سيوكيه نوسكين
- ليا شولر
- فيكتوريا بيلوفا
- سينه غوبست
- آدا هيغربرغ
- فريدا مانوم
- ماريونا كالدينتي
- أثينا ديل كاستيو
- كلاوديا بينا
- لينا هورتيغ
- كوسوفاري أسلاني